# Антоні Бадрінас
Антоні Бадрінас-і-Ескуде, ісп. Antoni Badrinas i Escudé; 1882, Тарраса — 1969, Барселона) — іспанський художник-модерніст, декоратор і мебляр.
Син відомої сім'ї промисловців-текстильників. Після того, як пропрацював деякий час у сімейній справі, навчався у художників Педро Вівера і Хоакіма Вансейєса. Пізніше переїхав у Дрезден, щоб вивчити ремесло меблярства у Школі мистецтв (1908–1914). У 1915 році заснував Гільдію художників Тарраси. Оселився в Барселоні, де відкрив меблевий магазин і виставкову залу, що стала художнім центром міста (1920–1936). Як художник, присвятив себе, головним чином, пейзажам, але також малював людські фігури та натюрморти.
Визначний мебляр, любив маркетрі, працював з Хосепом Обіолсом. У 1925 році нагороджений на Виставці прикладних мистецтв в Парижі, а у 1929 році виграв щорічну премію міста Барселона за дизайн інтер'єру торгової частини плавучого доку в Барселоні. Його роботи знаходяться в музеях Барселони, Тарраси і Тосси, а також в приватних колекціях.